# NGC 7319
NGC 7319 (другие обозначения — PGC 69269, UGC 12102, IRAS22337+3342, MCG 6-49-41, NPM1G +33.0466, ZWG 514.64, HCG 92C, VV 288, ARP 319) — спиральная галактика с перемычкой, находится в созвездии Пегас.
Этот объект входит в число перечисленных в оригинальной редакции «Нового общего каталога».
Входит вместе с галактиками NGC 7317, NGC 7318A, NGC 7318B и NGC 7320 в так называемый Квинтет Стефана — группу из пяти галактик, четырёх сталкивающихся и одной (NGC 7320), визуально проецирующейся на них, но более близкой к нам.
В галактике вспыхнула сверхновая SN 1971P. Её пиковая видимая звёздная величина составила 16,8.
Галактика содержит активное галактическое ядро, сверхмассивную чёрную дыру, которая активно аккрецирует вещество.